# Riemannsk geometri
|  | Denne artikel omhandler det matematiske emne. Begrebet benyttes også om elliptisk geometri. |
Riemannsk geometri er en gren af det matematiske område differentialgeometri, der omfatter studiet af riemannske mangfoldigheder: Glatte mangfoldigheder med en riemannsk metrik; dvs. et indre produkt på hvert af mangfoldighedens tangentrum, som varierer glat fra punkt til punkt. Dette giver lokalt anledning til begreber som vinkel, længde af kurver, areal af overflader og volumen. Fra disse kan man give mening til nogle andre globale størrelser ved brug af integration af lokale bidrag.
Riemannsk geometri stammer fra Bernhard Riemanns idéer fra hans tiltrædelsesforelæsning Über die Hypothesen, welche der Geometrie zu Grunde liegen (om hypoteserne som geometrien er grundlagt på). Begrebet dækker over en meget bred og abstrakt generalisering af differentialgeometrien på flader i R3. Udviklingen af riemannsk geometri resulterede i en sammenstilling af forskellige resultater, der vedrørte fladers geometri og hvordan geodætiske linjer opfører sig på fladerne, og teknikker, der kan anvendes i studiet af glatte mangfoldigheder af højere dimension. Matematikken ligger til grund for Einsteins almene relativitetsteori, har haft indflydelse på gruppeteori og repræsentationsteori og gav desuden anledning til udvikling af algebraisk topologi og differentialtopologi.
| Dodekaeder | Spire Denne artikel om geometri er en spire som bør udbygges. Du er velkommen til at hjælpe Wikipedia ved at udvide den. |